# Битва на небесах
«Битва на небесах» (ісп. Batalla en el cielo) — жорстока драма Карлоса Рейгадаса про злочин і покарання, що розгортається на вулицях Мехіко.

## Сюжет
Робочий Маркос і його дружина викрадають дитину заради викупу, але немовля вмирає. В іншому світі живе Ана, дочка генерала, якого Маркос возить. Ана заради задоволення готова переспати з будь-яким чоловіком, і Маркос, шукає душевного полегшення, відкриває їй свою провину.

## Цікаві факти
- Сценарій «Битва на небесах» написаний за мотивами мексиканських новин.[4]
- У фільмі «Битва на небесах» знімалися тільки непрофесійні актори.
- Прем'єра «Битва на небесах» відбулася 15 травня 2005 року в рамках 58-го Каннського кінофестивалю. Картина брала участь в основному конкурсі.
- У «Битві на небесах» головному герою Маркусу найважче було знімати сцену, коли він йде босоніж по місту. Відверті сексуальні сцени ніяк його не бентежили, але необхідність йти босоніж по вулицях Мехіко, коли перехожі кричали йому вслід, що він божевільний — це було важко.